# Campionati svizzeri di ski cross 2018
I Campionati svizzeri di ski cross 2018 si sono svolti a Hoch-Ybrig il 10 marzo. Il programma ha incluso sia la gara femminile che la gara maschile. 
Trattandosi di competizioni valide anche ai fini del punteggio FIS, vi hanno partecipato anche sciatori di altre federazioni, senza che questo consentisse loro di concorrere al titolo nazionale svedese.

## Risultati

### Uomini
| Pos. | Atleta         | Nazione  |
| ---- | -------------- | -------- |
| 1    | Armin Niederer | Svizzera |
| 2    | Joos Berry     | Svizzera |
| 3    | Timo Mueller   | Svizzera |
| 4    | Alex Fiva      | Svizzera |

### Donne
| Pos. | Atleta           | Nazione     |
| ---- | ---------------- | ----------- |
| 1    | Tania Prymak     | Stati Uniti |
| 2    | Reina Umehara    | Giappone    |
| 3    | Priscillia Annen | Svizzera    |
| 4    | Sixtine Cousin   | Svizzera    |
| 5    | Zoe Cheli        | Svizzera    |